# Jean-Marc Lamunière
Jean-Marc Lamunière est un architecte suisse né le 4 juillet 1925 à Rome (Italie) et mort le 2 août 2015 .

## Biographie
Jean-Marc Lamunière est « l’une des figures importantes de la scène architecturale helvétique de la seconde moitié du vingtième siècle. Tout à la fois architecte, urbaniste, enseignant et théoricien, il a bâti une œuvre construite dense, rassemblée autour d’une pensée structurelle et structurante ». Cet architecte, né à Rome, entreprend des études classiques à Genève. Ses attaches culturelles italiennes le poussent à poursuivre une formation à l’École Supérieure d’Architecture de Florence, alors dirigée par le professeur Giovanni Michelucci. Avant de s’installer de manière définitive à Genève, il passe deux ans à Mulhouse, dans le bureau de Daniel Girardet, disciple d’Auguste Perret, où il réalise, sous la direction des frères Perret, la reconstruction du carrefour de Bâle. De retour en Suisse, il crée sa propre agence, avec plusieurs associés successifs. Ses commandes, pour la plupart d’origine privée, sont obtenues par une qualité relationnelle établie depuis sa période d’étude .
Dès le milieu des années cinquante, il établit une production architecturale tout d’abord influencée par le Mouvement Moderne, et par l’utilisation du béton armé comme élément porteur. Puis il va très rapidement se tourner vers une réflexion structurelle à partir de l’acier, proche de la pensée de Mies van der Rohe. Ses immeubles et villas les plus célèbres ont été réalisés durant cette période qui s’étend jusqu’au début des années soixante dix.
Sa production va ensuite s’infléchir dans une tendance encore plus radicale et plus personnelle, en prenant la structure comme thème fondateur du projet. En ce sens il est proche de Louis I. Kahn, qu’il a côtoyé personnellement lors de son enseignement à Philadelphie, dès la fin des années soixante. 
La fin de sa carrière est plus tournée vers le projet urbain et, à ce titre, il développe un grand nombre de plans sur la ville de Genève et sa région. Son expérience très large, dans presque tous les domaines de la pensée architecturale, « l’amène à revendiquer une prise de rôle en tant qu’architecte pour traiter de la ville. Il refuse toute spécificité telle que celle d’urbaniste, d’aménagiste, de planificateur ».
En parallèle de son importante production, Jean-Marc Lamunière a effectué une carrière académique au sein des Écoles polytechniques de Zurich, de Lausanne et à l’École d’architecture de l’Université de Genève. Il fut aussi un théoricien important en Suisse Romande, par la rédaction de nombreux textes, et par la création de l’Institut de théorie et d’histoire de l’architecture (ITHA) à l’École polytechnique fédérale de Lausanne.

## Principales réalisations
- 1954 - Villa Rubinstein (démolie), Petit-Saconnex, Genève
- 1954/1964 - Immeuble administratif et laboratoires chimiques «Pancosma SA», Petit-Saconnex, Genève
- 1955/1956 - Villa Jeanneret-Reverdin, Cologny, Genève
- 1957/1966 - Immeuble d’habitation et de commerce, rue des Ronzades, Genève
- 1957/1961 - Immeuble administratif et industriel, av. de la Gare, Lausanne
- 1959/1960 - Villa Bédat, Vandoeuvres, Genève
- 1959/1961 - Villa Lamunière, Vennes-sur-Lausanne, Lausanne
- 1959-1968 - Immeuble administratif « Natural SA », Genève
- 1960/1965 - Immeuble d’habitation, route de Florissant, Genève
- 1961/1965 - Tours de Lancy, Petit-Lancy, Genève
- 1962/1968 - Fabrique de chocolat Favarger, Versoix, Genève
- 1963/1964 - Ateliers industriels « Imprimeries réunies », Renens, Lausanne
- 1963/1965 - Villa Bossert-Prod’hom, Bernex, Genève
- 1965/1966 - Villa Bersh, Bernex, Genève
- 1965/1968 - Villa Aumas, Jussy, Genève
- 1967/1973 - Conservatoire et bibliothèque de botanique, Genève
- 1969/1974 - École enfantine des Nations unies, Pregny, Genève
- 1969/1974 - Villa Dussel, Anières, Genève
- 1970/1972 - Villa Moatti, Saint-Brice-Sous-Forêt, Paris
- 1973/1980 - Ensemble administratif et d’habitation « SI Interunité », Genève

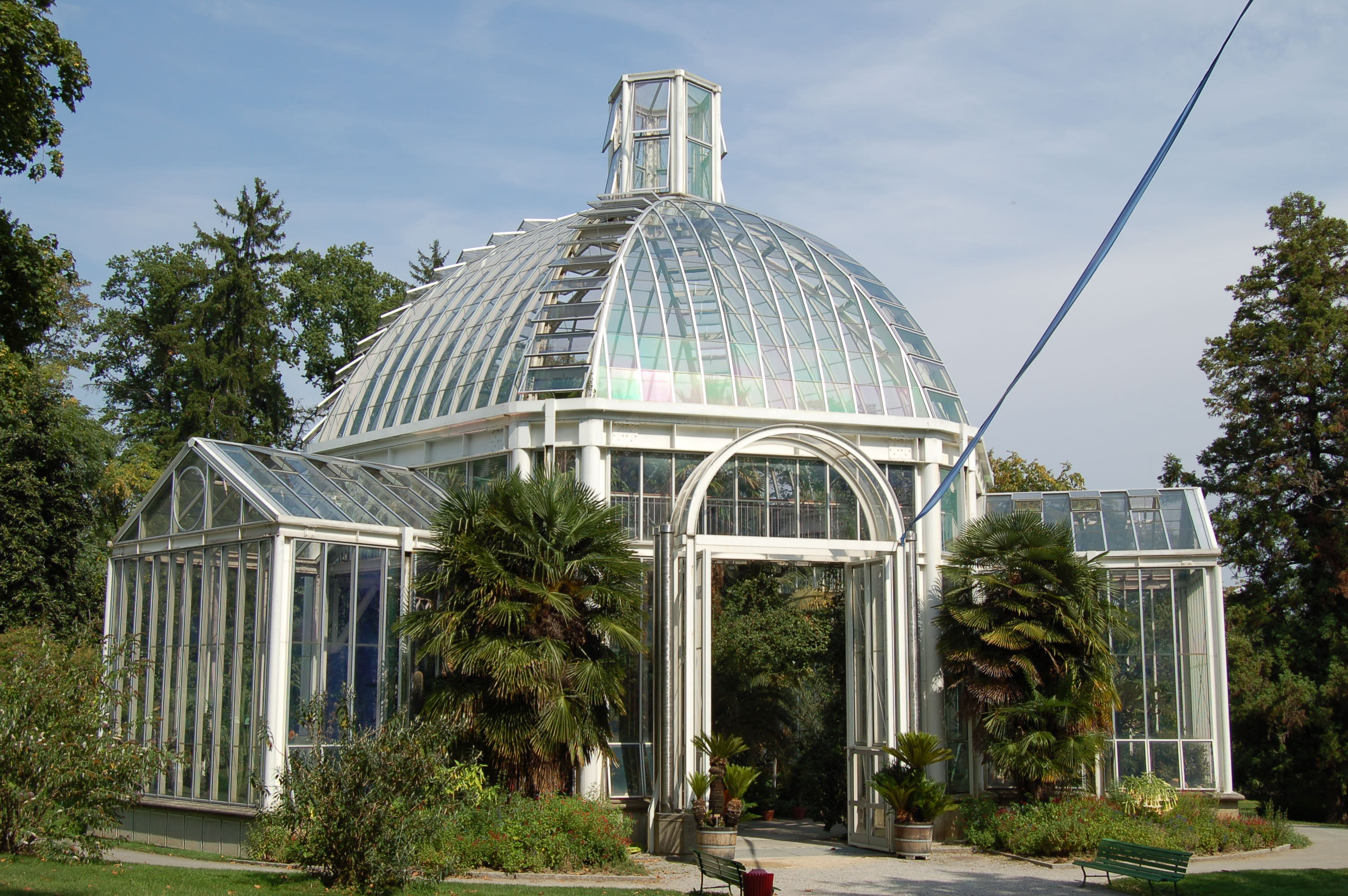
Serre tempérée, jardin botanique, Genève.

- 1973/1974 - Villa Pradel, Saint-Maur-des-Fossés, Paris
- 1974/1978 - Immeuble administratif « Winterthur Assurances », Genève
- 1975-1977 - Atelier-villa, Todi, Italie
- 1978/1984 - Immeuble d’habitation, quai Gustave-Ador, Genève
- 1979/1987 - Serre tempérée, jardin botanique, Genève
- 1984/1986 - Villas Bédat et Bermann, Vandoeuvres, Genève
- 1984/1992 - Immeuble d’habitation et de commerces, Rond-Point de la Jonction, Genève
- 1984/1994 - Ensemble d’habitation et ateliers, Versoix, Genève

## Enseignement
- 1967/1998 - Professeur invité à l'université de Pennsylvanie, Philadelphie
- 1970/1972 - Professeur invité à l’École polytechnique fédérale de Zurich
- 1971/1990 - Professeur à l’École d’architecture de l'Université de Genève
- 1972/1992 - Professeur ordinaire à l’École polytechnique fédérale de Lausanne
- 1987 - Fondation de l’Institut de théorie et d’histoire de l’architecture (ITHA) à l’EPFL, avec Jacques Gubler

## Publications
- André Corboz, Jacques Gubler et Jean-Marc Lamunière, Guide d'architecture moderne de Genève, Lausanne, Payot, coll. « documentation Interassar », 1969, 80 p.

- (it + en) Jean-Marc Lamunière, Frammenti di territori et di architettura, Fragments of territories and of architecture, Rome, A.A.M., 1993

- Jean-Marc Lamunière, Récits d'architecture, Lausanne, Payot, 1996, 230 p. (ISBN 2-601-03171-9)publié par Bruno Marchand et Patrick Mestelan, avec Bernard Gachet ; textes et commentaires de Arduino Cantafora, Bernard Gachet... [et al.]

- Isabelle Charollais, Jean-Marc Lamunière et Michel Nemec, République et Canton de Genève, Direction du patrimoine et des sites (DAEL), L'architecture à Genève, 1919-1975 : description, Lausanne, Payot, 1999, 910 p. (ISBN 2-601-03232-4)En deux volumes. Réédités en 2005 (Payot) et 2015 (Gollion, Infolio et Genève, Office du patrimoine et des sites)

- Jean-Marc Lamunière, République et Canton de Genève, Direction du patrimoine et des sites (DCTI), L'architecture à Genève de 1976 à 2000 : essai de répertoire, Gollion, Infolio, 2007, 637 p. (ISBN 978-2-88474-557-4)

### LIens externes
- Ressources relatives aux beaux-arts :   - Artists of the World Online
  - Union List of Artist Names
- Notices dans des dictionnaires ou encyclopédies généralistes :   - Base de données des élites suisses
  - Dictionnaire historique de la Suisse
- Notices d'autorité :   - VIAF
  - ISNI
  - BnF (données)
  - IdRef
  - LCCN
  - GND
  - Catalogne
  - WorldCat